# 19815 Marshasega
19815 Marshasega (2000 ST127) là một tiểu hành tinh vành đai chính được phát hiện ngày 24 tháng 9 năm 2000 bởi Nhóm nghiên cứu tiểu hành tinh gần Trái Đất phòng thí nghiệm Lincoln ở Socorro.